# フリーヘルド
『フリーヘルド』（英: Freeheld）は、2007年に製作されたアメリカ合衆国の短編ドキュメンタリー映画。
2008年7月20日に第17回東京国際レズビアン&ゲイ映画祭でアジア初上映された。同時上映は『不思議の国の女たち』（A Lez In Wonderland）。

## 概要
ニュージャージー州で警官として25年間、地域の治安維持に奉仕してきたローレル・ヘスターは、49歳でガンにより余命半年を宣告される。同性愛者の自分と事実婚で人生を共にしてきた自動車整備工でパートナーのステイシー・アンドリーに、遺族年金を受け取れるよう地元オーシャン郡に申請を出すが、同性であるという理由で却下されてしまう。ローレルは残された日々を、パートナーのステイシーに遺産として自分の年金を引き継がせるべく、行政に対して同性愛者の権利を認めるよう訴えを起こす。彼女の訴えが世論を動かす社会的な運動に拡大した経緯と、辛い闘病生活とを重ねあわせて描いた作品。

## キャスト
- ローレル・ヘスター（英語版）
- ステイシー・アンドリー

## 受賞
- 第80回アカデミー賞 - アカデミー短編ドキュメンタリー映画賞
- サンダンス映画祭 - 特別審査員賞